# Мухіуддін
Мухіуддін — 15-й монарх Брунею, 14-й султан. Займав престол за часів громадянської війни. Був прем'єр-міністром в уряді султана Абдул Хаккул Мубіна, а потім проголосив себе султаном. Громадянська війна тривала близько 10 років і закінчилася перемогою Мухіуддіна. 